# Gens Atília
La gens Atília (en llatí: Atilia gens i de vegades escrit Atillia) va ser una gens de Roma, amb branques patrícia i plebea. El primer cònsol de la família va ser Marc Atili Règul l'any 335 aC. Durant l'imperi diversos Atili van exercir el consolat.

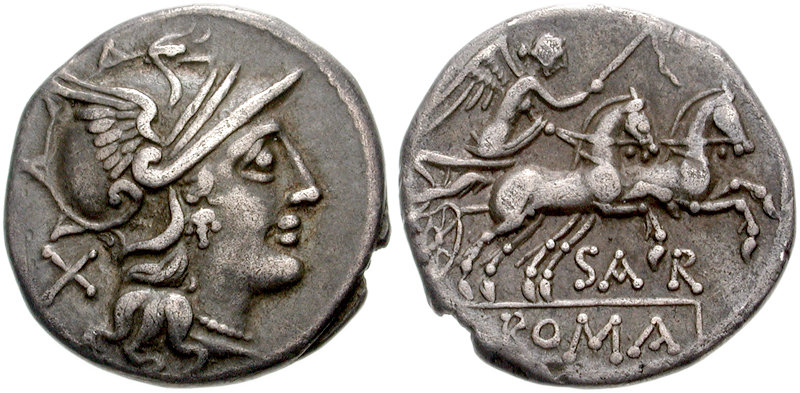
denari d'Atilius Saranus

## Origen
No es coneix l'origen d'aquesta gens, però com que la mare de l'emperador August, Àtia, n'estava connectada, els poetes van començar a escriure dient que procedien d'Atis, fill d'Alba i pare de Capis, tots ells personatges llegendaris de l'Eneida.

## Praenominausats per la gens Atília
Van usar amb preferència el praenomen: Lucius («il·luminat»), Marcus («relacionat amb el déu Mart»), Gaius («alegre»), Aulus («petit avi») i Sextus («el sisè fill» o «nascut en el sisè mes»).

## Branques de la gens Atília
Els cognomen que van portar en l'època republicana són: Bulb (Bulbus), Calatí (Calatinus), Llong (Longus), Règul (Regulus) i Serrà (Serranus). Aquest darrer també podia ser Sarà (Saranus). Els Llong eren patricis. L'únic cognom trobat en monedes és Saranus. El cognom Calatinus també es troba escrit en la forma Caiatinus, probablement indicava procedència de la ciutat de Cales a la regió de la Campània, o de la ciutat veïna Caia. Un dels Atilis Règul va obtenir l'agnomen Calenus en record d'una batalla lliurada a Cales l'any 335 aC.
La branca més important van ser els Atilii Reguli, dels quals se'n té notícia a partir de la segona meitat del segle iv aC. La branca dels Atilii Serrani n'eren descendents.

### Membres destacats
Els següents noms estan escrits en el seu idioma original. Per informació sobre les abreviacions: c. n. f. vegeu: filiació.
- Lucius Atilius Longus, un dels primers tribuns amb potestat consular, però a causa d'un defecte en els auspicis, ell i els seus col·legues van haver de dimitir, encara que més tard van ser cònsols.[4][5]
- Lucius Atilius L. f. L. n. Priscus, tribunus militum consulari potestate el 399 aC i el 396 aC.[6][7]
- Lucius Atilius, tribú de la plebs el 311 aC, va proposar juntament amb el seu col·lega C.Marcius una rogatio donant al poble el poder d'escollir 16 tribuns militars.[6]
- Aulus Atilius A. f. C. n. Calatinus, cònsol el 258 i el 254 aC, i dictator el 249 aC.[8]
- Gaius Atilius A. f. A. n. Bulbus, cònsol el 245 i el 235 aC.
- Lucius Atilius, qüestor el 216 aC, mort a la batalla de Cannes.[9]
- Marcus Atilius, duumvir el 216 aC, amb Gai Atili. Va inaugurar el temple de la Concòrdia, que havia promès construir L. Manlius Vulso.[10]
- Gaius Atilius, duumvir el 216 aC. amb Marc Atili.[10]
- Lucius Atilius, responsable del fortí de Locri, va escapar amb les seves tropes per mar quan la ciutat es va rendir a Hanníbal Barca el 215 aC.[11]
- Lucius Atilius, pretor el 197 aC, va obtenir el govern de Sardenya.[12]
- Lucius Atilius, enviat a Samotràcia per Luci Emili Paul·le Macedònic a demanar la rendició de Perseu el 168 aC.[13]
- Lucius Atilius, un jurista, que probablement va viure al segle I dC.[14]
- Marcus Atilius, poeta còmic del segle ii aC, citat per Ciceró i Varró.
- Atilius, un llibert que va construir un amfiteatre a Fidenes en temps de l'emperador Tiberi, el qual es va esfondrar causant la mort a uns 20.000[15] o 50.000 espectadors i va ser exiliat com a càstig.[16]
- Atilius Vergilio, portador de l'estendard que va desertar de Galba l'any 69.
- Atilius Rufus, governador de Síria em temps de Domicià, va morir poc bans del retorn de Britànnia d'Agricola l'any 84.[17]
- Atilius Crescens, amic de Plini el Jove.
- Marcus Atilius Postumus Bradua, procònsol d'Àsia en temps de l'emperador Domicià (81-96).[18]
- Marcus Atilius Metilius Bradua, cònsol l'any 108.
- Marcus Atilius Metilius Bradua Caucidius Tertullus…Bassus, conegut per diversos noms, fill de l'anterior, va ser procònsol d'Àfrica en temps de l'emperador Antoni Pius.[19]
- Atilia Caucidia Tertulla, germana de l'anterior.[18][20]
- Titus Atilius Titianus, cònsol l'any 127.[21]
- Atilius Fortunatus, gramàtic del segle iv.[22]

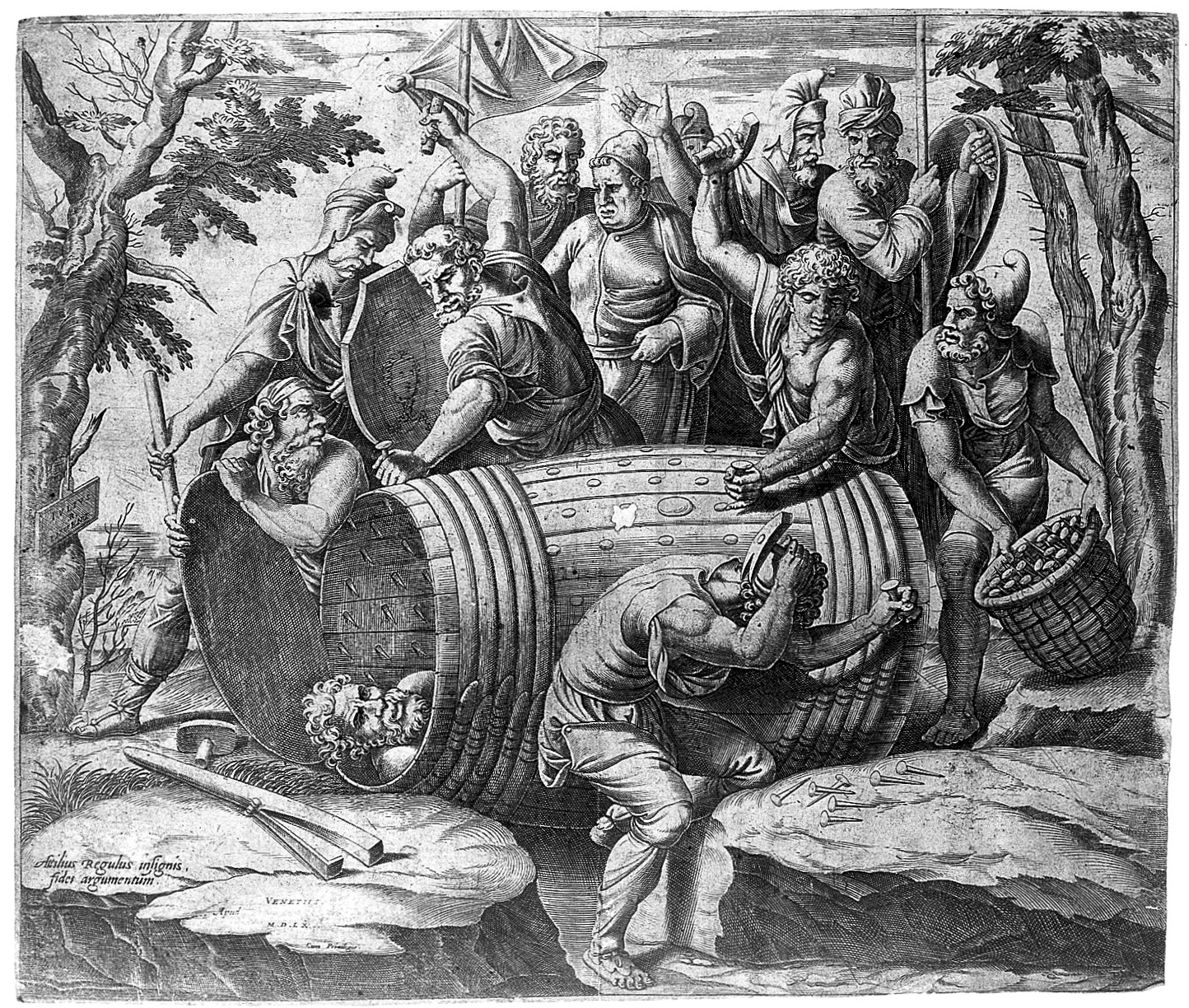
Marc Atili Règul tornant a Cartago, dibuix de Giulio Romano, 1560

- Marcus Atilius (M. f.) Regulus, amb el sobrenom Calenus, cònsol el 335 aC.[23]
- Marcus Atilius M. f. M. n. Regulus, cònsol el 294 aC, va obtenir un triomf sobre els samnites.[23]
- Marcus Atilius M. f. L. n. Regulus, cònsol el 267 i consul suffectus el 256 aC, capturat durant la Primera Guerra Púnica.
- Gaius Atilius M. f. M. n. Regulus, amb el sobrenom Serranus, cònsol el 257 aC i el 250 aC.[24]
- Marcus Atilius M. f. M. n. Regulus, cònsol el 227 aC i el 217 aC, censor el 214 aC.[25]
- Gaius Atilius M. f. M. n. Regulus, cònsol el 225 aC, mort a la batalla de Telamon.[26]
- Gaius Atilius (C. f. M. n.) Serranus, pretor el 218 aC.
- Gaius Atilius (C. f. C. n.) Serranus, edil el 183 aC.
- Aulus Atilius (C. f. C. n.) Serranus, cònsol el 170 aC.
- Marcus Atilius (C. f. C. n.) Serranus, pretor el 174 aC.
- Marcus Atilius Serranus, pretor a Hispània Ulterior el 152 aC, va derrotar els lusitans, prenent la ciutat de Oxthracae.[27]
- Sextus Atilius M. f. C. n. Serranus, cònsol el 136 aC.
- Gaius Atilius Serranus, cònsol el 106 aC, es va aixecar en ames contra Saturní l'any 100 aC.[28]
- Atilius Serranus, un dels homes assassinats per ordre de Gai Mari i Cinna, a la seva arribada a Roma a finals del 87 aC.[29]
- Sextus Atilius Serranus Gavianus, tribú de la plebs el 57 aC.
- Atilius Serranus Domesticus, mencionat per Ciceró el 54 aC.[30]